# Мост Умберто
Понте Умберто или Мост Умберто I (итал. Ponte Umberto I) — мост через Тибр в Риме, соединяющий Площадь судов (итал. Piazza dei Tribunali) и Дворец правосудия в районе Прати с Площадью моста Умберто I (итал. piazza di Ponte Umberto I) и окрестностями Пьяцца Навона в районе Понте.
Мост состоит из трёх арок и достигает 105 м в длину и 20 м в ширину. Он был построен подрядчиком Импреза-Аллегри (Impresa Allegri) по проекту архитектора Анжело Весковали, который также проектировал мост королевы Маргариты. Строительство продолжалось в течение десяти лет с 1885 по 1895 год. На церемонии открытия 22 сентября 1895 года присутствовал король Умберто I, в честь которого был назван мост, с женой Маргаритой Савойской. После церемонии королевская чета посетила строившийся тогда рядом с мостом Дворец правосудия — здания Высшего кассационного суда Италии. Мост Умберто I задумывался для облегчения подъезда ко дворцу и как его эстетическое дополнение. Строительство моста обошлось в 2 млн 800 тыс. лир.
После окончания строительства линии Чи Римского метрополитена в декабре 2018 года до моста Умберто I можно будет добраться со станции метро Рисорджименто. Если будет построена линия Ди, то до него можно будет также добраться со станции Сан-Сильвестро.